# Hervormde kerk (Koekange)
De Hervormde kerk van Koekange  is een zaalkerk met een half ingebouwde toren in het Drentse dorp Koekange. De kerk is in 1965 aangewezen als rijksmonument. Het gebouw is in gebruik bij de PKN en de Nederlandse Gereformeerde Kerken. 

## Geschiedenis
Koekange kreeg in 1331 een eerste kerk, gewijd aan Johannes de Doper. De inventaris van de huidige kerk stamt grotendeels uit die voorganger. De huidige kerk werd gebouwd in 1834. Het gebouw heeft spitsboogvensters. De toren werd in 1912 toegevoegd ter vervanging van de losse klokkenstoel. De luidklok uit 1627, gegoten door Kiliaen Wegewaert, is toen in de toren gehangen.
In 1925-26 werd nog een consistoriekamer toegevoegd.

## Interieur
De kerk is gedekt met een tongewelf. De preekstoel en twee herenbanken zijn vervaardigd rond 1755-60, waarbij wordt aangenomen dat ze zijn getimmerd door de toenmalige predikant Hartman. Een van de herenbanken was voor de familie van Holthe tot Echten. 
De avondmaalstafel is in 1984 geschonken door de provincie Drenthe ter gelegenheid van de restauratie. De zilveren avondmaalsbeker is in de 17e eeuw vervaardigd door een onbekende zilversmid uit Amsterdam.
Het orgel uit het jaar 2000 is van de hand van de orgelbouwer L. Adolf uit Meppel, die nieuw pijpwerk inbouwde in de oorspronkelijke kas uit 1911 van J. Proper uit Kampen. Het instrument heeft twee manualen, elf registers en een aangehangen pedaal.

## Fotogalerij

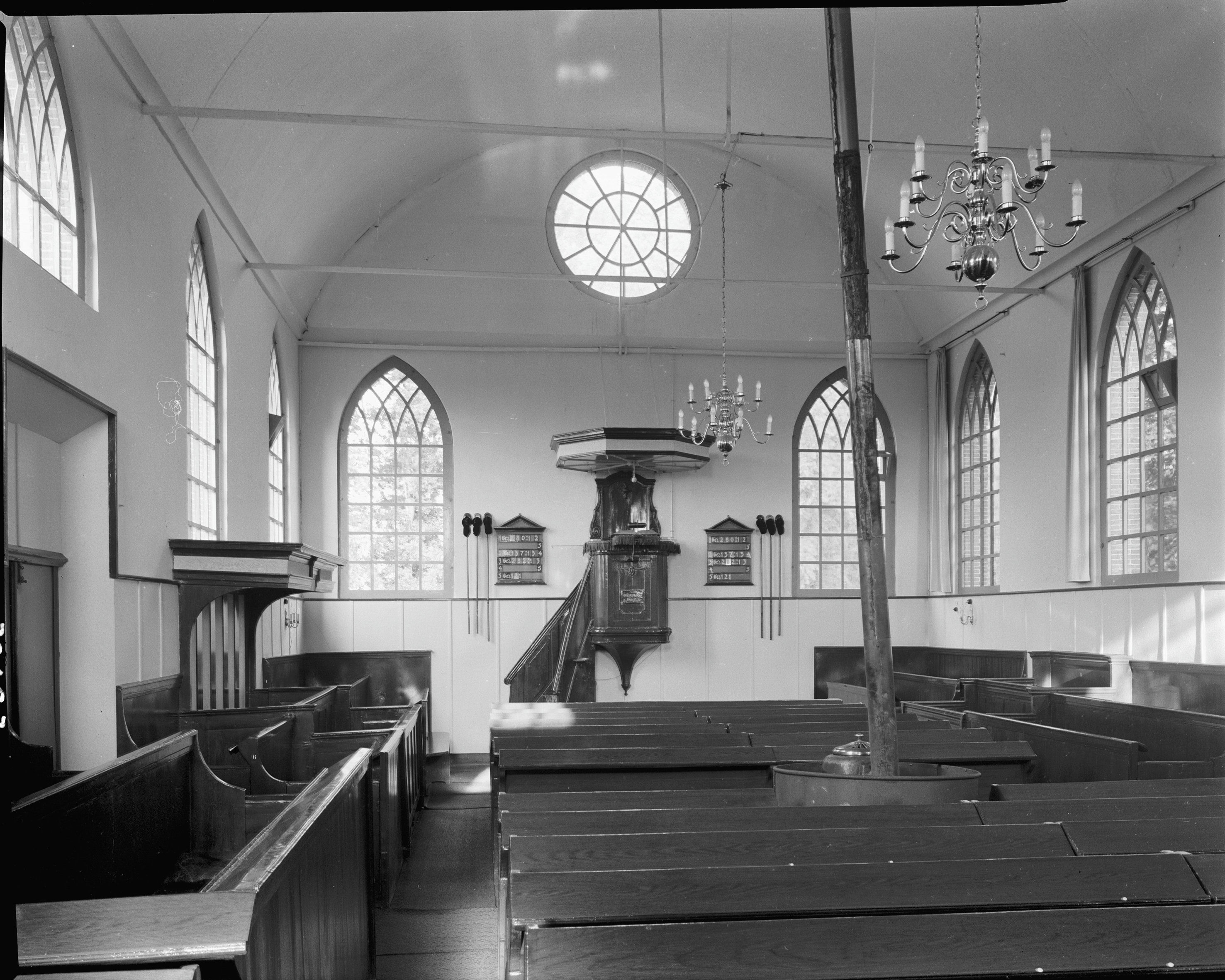
Interieur met preekstoel en herenbank
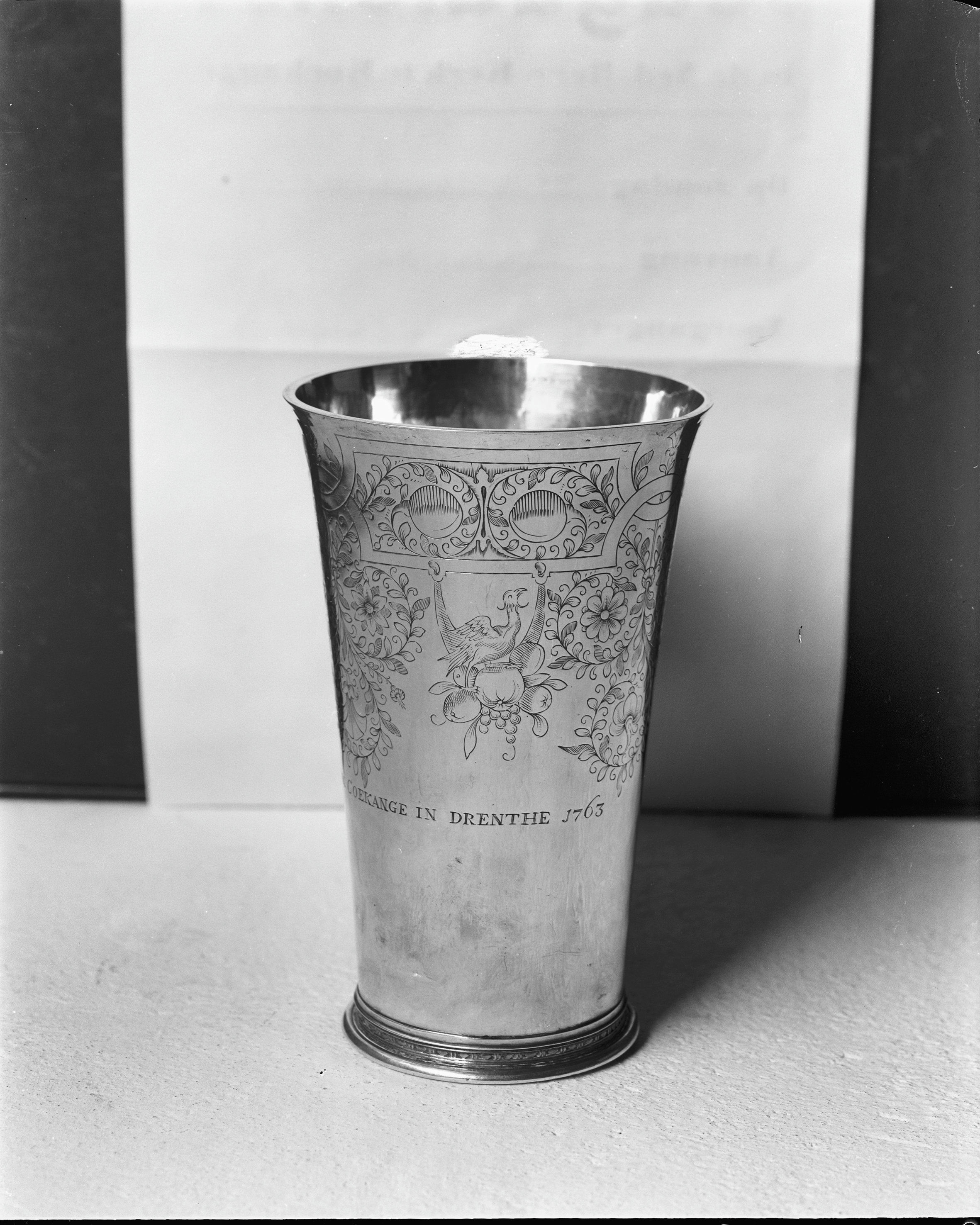
Avondmaalsbeker
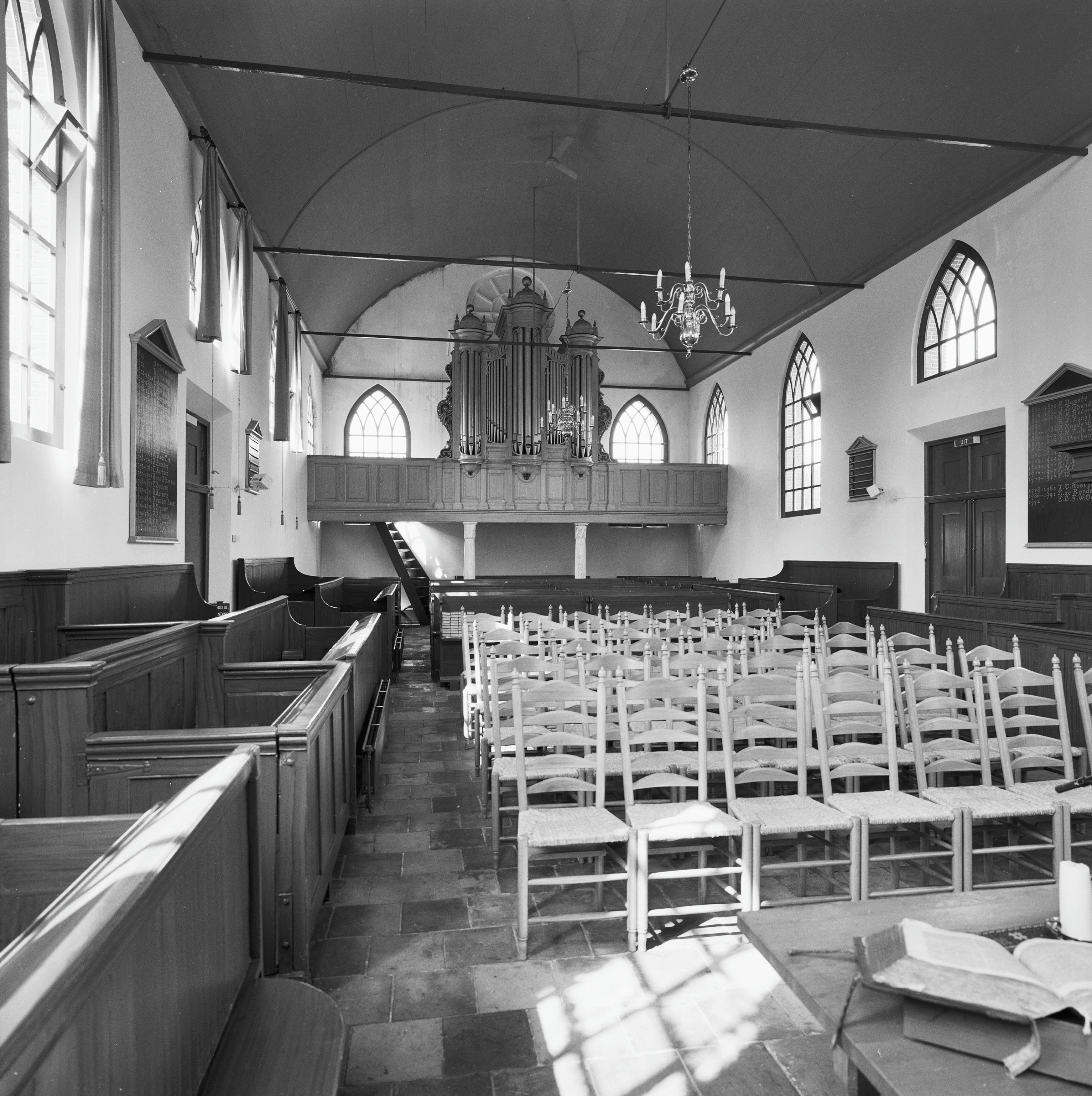
Interieur met orgel